# 船底座V345
船底座V345，又名CP-70 861，HD 78764、SAO 256583、HR 3642，是船底座的一颗恒星，视星等为4.71，位于銀經286.19，銀緯-15.43，其B1900.0坐标为赤經9h 4m 49.5s，赤緯-70° -15.43′ 10″。